# Vaux-Montreuil

Vaux-Montreuil este o comună în departamentul Ardennes din nordul Franței. În 1 ianuarie 2022 avea o populație de 108 de locuitori.